# Чемпионат мира по конькобежному спорту на отдельных дистанциях 2015

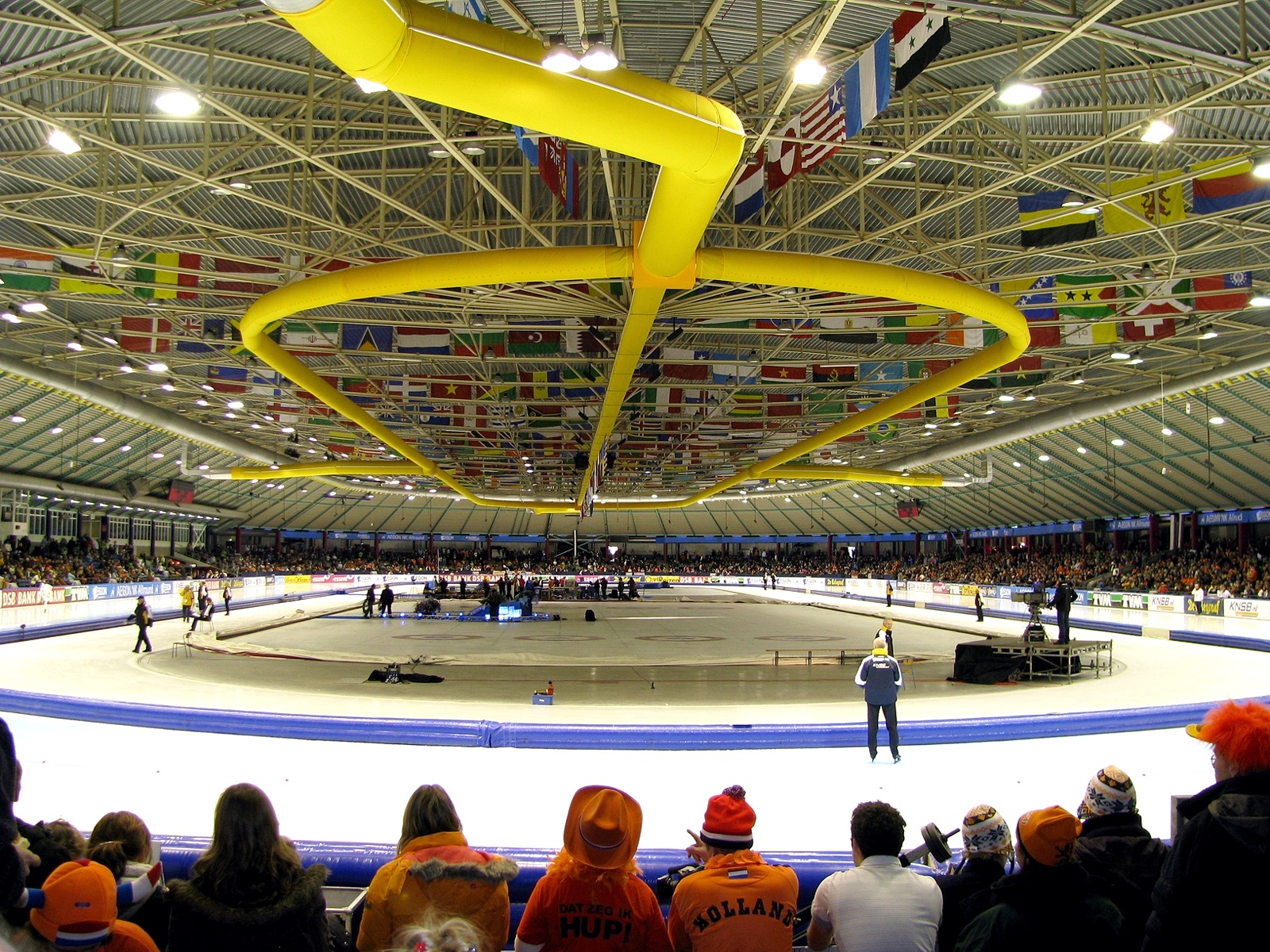
Каток Тиалф

Чемпионат мира по конькобежному спорту на отдельных дистанциях прошёл с 12 по 15 февраля 2015 года на катке «Тиалф» в Херенвене (Нидерланды).
Соревнования проводились на дистанциях 500, 1000, 1500, 5000 метров и в масс-старте у мужчин и женщин, 3000 метров у женщин и 10000 у мужчин, а также командные забеги на 6 кругов у женщин и на 8 кругов у мужчин.

## Программа
| Дата       | Время | Мужчины                | Женщины                   |
| ---------- | ----- | ---------------------- | ------------------------- |
| 12 февраля | 18:00 | 10000 м                | 3000 м                    |
| 13 февраля | 18:00 | 1500 м Командная гонка | 1000 м 5000 м             |
| 14 февраля | 13:15 | 1000 м 5000 м          | 500 м × 2 Командная гонка |
| 15 февраля | 13:15 | 500 м × 2 Масс-старт   | 1500 м Масс-старт         |

### Медальный зачёт
| Место | Страна           | Золото | Серебро | Бронза | Всего |
| ----- | ---------------- | ------ | ------- | ------ | ----- |
| 1     | Нидерланды       | 5      | 7       | 5      | 17    |
| 2     | США              | 4      | 2       | 1      | 7     |
| 3     | Россия           | 2      | 1       | 1      | 4     |
| 4     | Чехия            | 2      | 0       | 1      | 3     |
| 5     | Япония           | 1      | 0       | 1      | 2     |
| 6     | Канада           | 0      | 3       | 1      | 4     |
| 7     | Италия           | 0      | 1       | 0      | 1     |
| 8     | Германия         | 0      | 0       | 2      | 2     |
| 9     | Республика Корея | 0      | 0       | 1      | 1     |
| 9     | Франция          | 0      | 0       | 1      | 1     |
| Всего | Всего            | 14     | 14      | 14     | 42    |

### Мужчины
| Дистанция       | Золото                                                | Золото     | Серебро                                                   | Серебро  | Бронза                                                    | Бронза   |
| --------------- | ----------------------------------------------------- | ---------- | --------------------------------------------------------- | -------- | --------------------------------------------------------- | -------- |
| 500 м × 2       | Павел Кулижников Россия                               | 68,93      | Мишель Мюлдер Нидерланды                                  | 69,62    | Лоран Дюбрёй Канада                                       | 69,69    |
| 1000 м          | Шани Дэвис США                                        | 1.08,57    | Павел Кулижников Россия                                   | 1.08,61  | Кьелд Нёйс Нидерланды                                     | 1.08,71  |
| 1500 м          | Денис Юсков Россия                                    | 1.43,36 TR | Денни Моррисон Канада                                     | 1.45,08  | Кун Вервей Нидерланды                                     | 1.45,15  |
| 5000 м          | Свен Крамер Нидерланды                                | 6.09,65 TR | Йоррит Бергсма Нидерланды                                 | 6.11,53  | Дауве де Врис Нидерланды                                  | 6.18,24  |
| 10000 м         | Йоррит Бергсма Нидерланды                             | 12.54,82   | Эрик Ян Коиман Нидерланды                                 | 13.02,57 | Патрик Беккерт Германия                                   | 13.10,95 |
| Командная гонка | Нидерланды · Свен Крамер · Кун Вервей · Дауве де Врис | 3.41,40    | Канада · Тед-Ян Блумен · Денни Моррисон · Джордан Бельчос | 3.44,09  | Республика Корея · Ко Пён Ук · Ким Чхоль Мин · Ли Сын Хун | 3.44,96  |
| Масс-старт      | Арьян Стротинга Нидерланды                            | 7.30,64    | Фабио Франколини Италия                                   | 7.30,70  | Алексис Контен Франция                                    | 7.30,72  |

### Женщины
| Дистанция       | Золото                                           | Золото     | Серебро                                               | Серебро | Бронза                                                | Бронза  |
| --------------- | ------------------------------------------------ | ---------- | ----------------------------------------------------- | ------- | ----------------------------------------------------- | ------- |
| 500 м × 2       | Хизер Ричардсон США                              | 75,332     | Бриттани Боу США                                      | 75,785  | Нао Кодайра Япония                                    | 75,893  |
| 1000 м          | Бриттани Боу США                                 | 1.13,90 TR | Хизер Ричардсон США                                   | 1.14,49 | Каролина Эрбанова Чехия                               | 1.15,26 |
| 1500 м          | Бриттани Боу США                                 | 1.54,27    | Ирен Вюст Нидерланды                                  | 1.54,76 | Хизер Ричардсон США                                   | 1.55,60 |
| 3000 м          | Мартина Сабликова Чехия                          | 4.02.43    | Ирен Вюст Нидерланды                                  | 4.03,46 | Мари Йолинг Нидерланды                                | 4.05,51 |
| 5000 м          | Мартина Сабликова Чехия                          | 6.52,73    | Карлейн Ахтеректе Нидерланды                          | 6.54,49 | Клаудия Пехштайн Германия                             | 6.56,53 |
| Командная гонка | Япония · Аяка Кикути · Михо Такаги · Нана Такаги | 3.01,53    | Нидерланды · Мари Йолинг · Маррит Ленстра · Ирен Вюст | 3.01,55 | Россия · Юлия Скокова · Ольга Граф · Наталья Воронина | 3.03,19 |
| Масс-старт      | Ирен Схаутен Нидерланды                          | 8.38,23    | Ивани Блонден Канада                                  | 8.38,38 | Мариска Хёйсман Нидерланды                            | 8.38,70 |

* TR — рекорд катка